# Huỳnh Tường Hưng
Huỳnh Tường Hưng (tiếng Pháp: Stefan Huynh;tiếng Anh: Stephen Wong Cheung Hing)  là nam diễn viên, người mẫu và người dẫn chương trình tại Hồng Kông. Anh hiện là diễn viên hợp đồng nghệ sĩ cơ bản của truyền hình TVB.

## Tiểu sử
Huỳnh Trường Hưng sinh tại Hồng Kông, có cha là Hoa Kiều Việt Nam, tổ tiên của anh là người Triều Châu di cư sang Việt Nam. Gia đình anh từng có thời gian sinh sống tại Việt Nam. Năm 5 tuổi, gia đình anh chuyển sang Pháp định cư.
Tháng 7 năm 2005, Huỳnh Trường Hưng trở về Hồng Kông tham gia cuộc thi Nam vương Hồng Kông và có được thứ hạng cao. Từ đó, anh kí hợp đồng với TVB và gia nhập ngành giải trí.
Năm 2016, anh mở một nhà hàng Pháp tại Hồng Kông tên là A La Maison
Ngày 16 tháng 5 năm 2018, anh tiếp tục khai trương một nhà hàng ẩm thực Việt Nam tên là Little La Mer tại Hồng Kông.
Tháng 10 năm 2019, Huỳnh Trường Hưng bị tai nạn tại bãi đỗ xe khiến xương đòn bên phải bị gãy, sau khi phẫu thuật đã không để lại di chứng.

## Tên gọi
Huỳnh Trường Hưng có tên tiếng Pháp là Stefan Huynh, tên tiếng Anh là Stephen Wong Cheung Hing.
Vào tháng 7 năm 2018, có thông tin rằng tên thật của anh là Huỳnh Trường Hưng (黃長興) không tốt cho sức khỏe, vì vậy anh đã đổi tên thành Huỳnh Trí Hào (黃致豪). Vào tháng 4 năm 2019 anh lại đổi tên thành Huỳnh Tường Hưng (黃祥興).

## Cuộc sống

### Bê bối tình ái
Một năm sau khi đăng quang Nam vương Hồng Kông, tức năm 2006, Trường Hưng hẹn hò với bạn gái Bibi, họ đã sống chung với nhau.
Vào năm 2007, hai người chia tay do có tin đồn Huỳnh Trường Hưng quấn quýt bên Quán quân Hoa hậu Hồng Kông năm 2003 Tào Mẫn Lợi, sau khi gặp cô ở một chương trình nhảy.
Đến năm 2009 sau khi gặp một phụ nữ già hơn mình, anh đã chấm dứt quan hệ với Tào Mẫn Lợi.
Từ năm 2009 đến 2010, Huỳnh Trường Hưng có scandal hẹn hò với bà đầm Margaret 65 tuổi, một người phụ nữ đã li dị tới 3 lần. Tuy nhiên thông tin này sau đó đã được Huỳnh Trường Hưng đính chính, người phụ nữ đó chỉ là bạn nhảy của anh trong một sự kiện từ thiện. Nhân dịp này, Huỳnh Trường Hưng đã "ra mắt" cô bạn gái Peggy.

### Hôn nhân
Huỳnh Trường Hưng cầu hôn Peggy ở Canada bằng chiếc nhẫn kim cương khổng lồ.
Ngày 23 tháng 7 năm 2012, Huỳnh Trường Hưng và Peggy đã đăng ký kết hôn và có một bữa tiệc khá lãng mạn tại một nhà máy sản xuất rượu vang ở Pháp, đặt dấu chấm hoàn mỹ cho mối tình kéo dài 3 năm.
Vào ngày 16 tháng 3 năm 2013, ông vợ chồng anh trở về Hồng Kông tổ chức lễ cưới tưng bừng với 35 bàn tại Khách sạn InterContinental Hotels & Resorts ở Tiêm Sa Chủy và mời những người bạn trong làng giải trí bao gồm: Hồ Định Hân, Trần Chí Kiện, Đỗ Đức Vỹ và vợ, Phương Trung Tín và Mạc Khả Hân, Hồng Thiên Minh và Châu Gia Uý, Ngô Gia Lạc, Câu Vân Tuệ, Trần Mẫn Chi, Thiệu Mỹ Kỳ và bạn trai, Lý Á Nam, Chu Tuyền, Lục Thi Vận, Trần Tự Dao, Mạch Trường Thanh, Trần Chí Vân, giám chế Lý Thiêm Thắng; bạn thân Viên Vỹ Hào, Vương Hạo Tín, Tiêu Chính Nam cùng em trai Huỳnh Trường Hưng - cựu diễn viên TVB Huỳnh Trường Phát làm rể phụ. Huỳnh Trường Hưng thiết kế lễ cưới phong cách châu Âu, dùng lá phong Canada trang trí, cột đèn và cổng sắt với tên của cặp vợ chồng được viết trên đó. Do Huỳnh Trường Hưng cùng với nhóm bạn như Phương Trung Tín, Ngô Gia Lạc và nhóm phù rể rất yêu thích xe máy, nên anh đã tổ chức một lễ cưới độc đáo với việc dùng 3 chiếc mô tô khủng để rước dâu và không đội mũ bảo hiểm. Sau khi kết hôn, hai người đã có với nhau một con gái và hai con trai.

## Phim tham gia

### Phim điện ảnh
| Năm  | Tên phim                                                                                                   | Vai diễn                                              |
| ---- | --- | ----------------------------------------------------- |
| 2009 | Hồng dạ 紅夜 Red Nights                                                                                    | Patrick (người hát Việt kịch Quảng Đông)              |
| 2010 | Hỏa long đối quyết / Lửa rồng (Hỏa long) 火龍 Fire of Conscience                                           | Trần Khang 陳康                                       |
| 2011 | Tôi yêu Hồng Kông (Ngã ái Hương Cảng khai tâm vạn tuế) 我愛HK開心萬歲 I Love Hong Kong                     | Dịch Thế Tổ năm 1987 1987年易世祖                     |
| 2016 | Sứ mệnh nội gián (Sứ đồ hành giả) 使徒行者 Line Walker                                                     | Stephen Wong (Điều tra viên Cục tình báo hình sự CIB) |
| 2018 | Diệp Vấn ngoại truyện: Trương Thiên Chí 葉問外傳：張天志 Master Z: Ip Man Legacy                           | A Minh 阿明                                           |
| 2019 | Đội chống tham nhũng 4 (P Phong bạo) P風暴 P Storm                                                         | Tony                                                  |
| 2019 | Sứ mệnh nội gián 2 (Sứ đồ hành giả 2: Điệp ảnh hành động) 使徒行者2：諜影行動 Line Walker 2: Invisible Spy | Sếp Triệu 趙警官 (Cục trưởng Cục Hình sự và Bảo an)   |
| 2021 | Hành động vượt ngục (Đào ngục huynh đệ) 逃獄兄弟 Breakout Brothers                                         | Chí Vinh 志榮                                         |

### Phim truyền hình TVB
| Năm  | Tên phim | Vai diễn                        |
| ---- | --- | ------------------------------- |
| 2006 | Miền đất hứa (Hối thông thiên hạ) 滙通天下 Land of Wealth                                                           |                                 |
| 2006 | Trên cả tình yêu (Phì điền hỉ sự) 肥田囍事 To Grow with Love                                                        |                                 |
| 2006 | Cạm bẫy (Đổ trường phong vân) 賭場風雲 Dicey Business                                                               | Kiều Chính Sơ (thời trẻ) 喬正初 |
| 2007 | Quan hệ đồng nghiệp (Đồng sự tam phân thân) 同事三分親 Best Selling Secrets                                         | Tommy                           |
| 2007 | Cảnh sát mới ra trường / Cảnh sát 2 (Học cảnh xuất canh) 學警出更 On the First Beat                                 | Hồ Diệu Đông 胡耀東             |
| 2007 | Duyên tình trên mảnh vườn xanh (Duyên lai tự hữu cơ) 緣來自有機 The Green Grass of Home                             | Paul                            |
| 2007 | Bước nhảy / Điệu vũ cuộc đời (Vũ động toàn thành) 舞動全城 Steps                                                    | Wallace Tào Hoa Luân 曹華倫     |
| 2007 | Cảnh sát tài ba (Thông thiên cán tham) 通天幹探 The Ultimate Crime Fighter                                          | A Thiêm (Bạn trai của Ada) 阿添 |
| 2007 | Tiến thoái lưỡng nan / Duyên định bất chung tình (Lưỡng thê thời đại) 兩妻時代 Marriage of Inconvenience            | Điền Vọng 田望                  |
| 2008 | Mẹ chồng nàng dâu / Mẹ chồng khó tính 2 (Dã man nãi nãi đại chiến qua sư nãi) 野蠻奶奶大戰戈師奶 Wars of In-Laws II | Ryan Trình Chí Thượng 程志尚    |
| 2008 | Đội điều tra đặc biệt (Cổ linh tinh thám) 古靈精探 D.I.E.                                                           | Pierre Văn Long 文龍            |
| 2008 | Kim thạch lương duyên 金石良緣 A Journey Called Life                                                                | Chris                           |
| 2008 | Tình hiệp đạo / Đấu trí (Nguyên lai ái thượng tặc) 原來愛上賊 Catch Me Now                                          | Trịnh Câu (tập 1) 鄭駒          |
| 2008 | Bằng chứng thép II (Pháp chứng tiên phong 2) 法證先鋒II Forensic Heroes II                                          | Ben Mã Quốc Hoành 馬國宏        |
| 2008 | Lời nói ngọt ngào (Điềm ngôn mật ngữ) 甜言蜜語 Speech of Silence                                                    | Herbert Trương Tuấn 張俊        |
| 2008 | Thế giới ảo (Click nhập hoàng kim ốc) Click入黃金屋 Pages of Treasures                                              | Từ Kì Hạo 徐期浩                |
| 2009 | Đội điều tra đặc biệt 2 (Cổ linh tinh thám B) 古靈精探B D.I.E. Again                                                | Pierre Văn Long 文龍            |
| 2009 | Anh hùng trong biển lửa 3 / Đội cứu hỏa anh hùng (Liệt hỏa hùng tâm) 烈火雄心3 Burning Flame III                    | Eric                            |
| 2009 | Gia vị cuộc đời / Ẩm thực cuộc sống (Hữu doanh chử phụ) 有營煮婦 The Stew of Life                                   | Daniel Lam Thiên Tường 藍天翔   |
| 2009 | Đội hành động liêm chính 2009 (Liêm chính hành động 2009) 廉政行動2009 ICAC Investigators 2009                      | Jason                           |
| 2009 | Trò chơi sắc đẹp (Mĩ lệ cao giải tượng) 美麗高解像 The Beauty of the Game                                           | Tom Tom Thang Vĩ Bồ 湯偉蒲      |
| 2009 | Tình bạn thân thiết (Lão hữu cẩu cẩu) 老友狗狗 A Watchdog's Tale                                                    | Wing Sầm Tổ Vinh 岑祖榮         |
| 2010 | Bí mật của tình yêu (Đàm tình thuyết án) 談情說案 The Mysteries of Love                                             | Adrian                          |
| 2010 | Tình Taxi (Tình việt song bạch tuyến) 情越雙白線 When Lanes Merge                                                   | Andy                            |
| 2010 | Công chúa giá đáo 公主嫁到 Can't Buy Me Love                                                                        | Lộc Đông Tán 祿東贊             |
| 2010 | Độc tâm thần thám 讀心神探 Every Move You Make                                                                      | Donald Lê Tiến Hồng 黎進鴻      |
| 2010 | Hình cảnh 刑警 Gun Metal Grey                                                                                       | Franky Tưởng Tuấn Huy 蔣俊暉    |
| 2011 | Bảy ngày trong đời (Cách li thất nhật tình) 隔離七日情 7 Days in Life                                               | Bác sĩ Châu 周醫生              |
| 2011 | Văn phòng bác sĩ (Y gia hữu hỉ) 依家有喜 Show Me the Happy                                                          | Henry                           |
| 2011 | Những chuyện tình lãng mạn (Ngã môn nhĩ môn tha môn) 你們我們他們 Dropping By Cloud Nine                            | Ben Đỗ Phú Vệ 杜富衛            |
| 2011 | Hôn nhân tiền định (Only you chỉ hữu nẫn) Only You 只有您 Only You                                                  | Angus An Tử Khiêm 安子謙        |
| 2011 | Tòa án lương tâm (Nộ hỏa nhai đầu) 怒火街頭 Ghetto Justice                                                          | Victor Trình Bác Khiêm 程博謙   |
| 2011 | Chân tướng 真相 The Other Truth                                                                                     | Tony                            |
| 2011 | Đại nội thị vệ (Tử cấm kinh lỗi) 紫禁驚雷 The Life and Times of a Sentinel                                          | Chung thái y 鍾太醫             |
| 2011 | Lời hứa vội vàng (Kết · phân @ hoang tình thức) 結·分@謊情式 Til Love Do Us Lie                                     | Simon Trần Thế Kỉ 陳世紀        |
| 2011 | Bằng chứng thép 3 (Pháp chứng tiên phong 3) 法證先鋒III Forensic Heroes III                                         | Alex Hồ Khải Nhân 胡啟仁        |
| 2012 | Tứ giác tình yêu 4 In Love Let It Be Love                                                                           | Marcus Lưu Ngạn Vĩ 劉彥瑋       |
| 2012 | Tranh quyền đoạt vị (Thịnh thế nhân kiệt) 盛世仁傑 The Greatness of a Hero                                          | Võ Duyên Minh 武延明            |
| 2012 | Tòa án lương tâm 2 (Nộ hỏa nhai đầu 2) 怒火街頭2 Ghetto JusticeII                                                   | Victor Trình Bác Khiêm 程博謙   |
| 2012 | Danh gia vọng tộc (Danh viện vọng tộc) 名媛望族 Silver Spoon, Sterling Shackles                                     | Hoắc Lực Hành 霍力行            |
| 2013 | Pháp võng truy kích / Pháp luật vô hình (Pháp võng thư kích) 法網狙擊 Friendly Fire                                 | John Trương Đại Vĩ 張大偉       |
| 2013 | Giải mã nhân tâm 2 (Nhân tâm giải mã 2) 仁心解碼II A Great Way To Care 2                                            | Anh Châu (tập 14, 15) 周生      |
| 2013 | Quý ông thời đại (Thục nam hữu hoặc) 熟男有惑 Awfully Lawful                                                        | Harry Chung Định Hanh 鍾定亨    |
| 2013 | Bao la vùng trời 2 (Xung thượng vân tiêu) 衝上雲霄II Triumph in the Skies 2                                         | Fergus Hoắc Cách Chí 霍格志     |
| 2014 | Người kế nghiệp (Thủ nghiệp giả) 守業者 Storm in a Cocoon                                                           | Trương Bửu Chính 張寶正         |
| 2014 | Đội hành động liêm chính 2014 (Liêm chính hành động 2014) 廉政行動2014 ICAC Investigators 2014                      | Nhậm Trọng Giai 任仲佳          |
| 2014 | Tiền và tình / Ông trùm tài chính (Điểm kim thắng thủ) 點金勝手 The Ultimate Addiction                              | Lương Diệu Uy 梁耀威            |
| 2014 | Bầu trời của chúng ta / Bầu trời riêng (Ngã môn đích thiên không) 我們的天空 Shades of Life                         | Andy                            |
| 2014 | Mất dấu (Sứ đồ hành giả) 使徒行者 Line Walker                                                                       | James Bàng Ngôn Đình 龐言廷     |
| 2014 | Phi hổ 2 飛虎II Tiger Cubs II                                                                                       | Ngô Tổ Hưng 吳祖興              |
| 2015 | Chuyện bốn nàng luật sư (Tứ cá nữ tử tam cá BAR) 四個女仔三個BAR Raising the Bar                                    | Kelvin                          |
| 2015 | Chuyên gia hòa giải (Dĩ hòa vi quý) 以和為貴 Smooth Talker                                                          | Ôn Thiếu Long 溫少龍            |
| 2015 | Thiên sứ tập sự (Tập sự thiên sứ) 實習天使 Angel In-the-Making                                                      | Long Hữu Sinh (thời trẻ) 龍有生 |
| 2016 | Mạt đại ngự y 末代御醫 The Last Healer in Forbidden City                                                            | Cổ Xuyên 吉川                   |
| 2016 | Cự luân 2 巨輪II Brother's Keeper II                                                                                | Thám tử 探員                    |
| 2017 | Thần tài đến (Tài thần giá đáo) 財神駕到 May Fortune Smile On You                                                   | Tề Diệu Đông 齊耀東             |
| 2017 | Thừa thắng truy kích (Thừa thắng thư kích) 乘勝狙擊 Burning Hands                                                   | Ngô Thế Phong 吳世峰            |
| 2017 | Trò chơi hôn nhân (Ngã man kết hôn liễu) 我瞞結婚了 Married but Available                                           | Ôn Vĩ Quyền 溫偉權              |
| 2017 | Cộng sự (Đồng minh) 同盟 The Unholy Alliance                                                                        | George Vi Dĩ Cường 韋以強       |
| 2017 | Những kẻ ba hoa (Khoa thế đại) 誇世代 My Ages Apart                                                                 | Xa Xán Sâm 佘燦森               |
| 2017 | Sóng gió gia tộc 3 (Đường tâm phong bạo 3) 溏心風暴3 Heart and Greed                                                | Joe Ma                          |
| 2018 | Nghịch duyên 逆緣 Daddy Cool                                                                                        | Paul Thượng Bảo La 尚保羅       |
| 2018 | Kẻ trộm thời gian (Đống Nhân đích thì quang) 棟仁的時光 Stealing Seconds                                            | Honest Trương Triều Ngạn 張潮岸 |
| 2018 | Mái ấm gia đình 4 (Ái·Hồi gia chi Khai tâm tốc đệ) 愛·回家之開心速遞 Come Home Love: Lo and Behold                  | Duncan                          |
| 2018 | Baby đến rồi (BB lai liễu) BB來了 Who Wants A Baby?                                                                 | Frankie Lý Quán Trung 李冠中    |
| 2018 | Sàn đấu huynh đệ (Huynh đệ) 兄弟 Fist Fight                                                                         | John Smith                      |
| 2019 | Mười hai truyền thuyết (Thập nhị truyền thuyết) 十二傳說 Our Unwinding Ethos                                        | Pierre (tập 25)                 |
| 2019 | Tòa nhà Kim Tiêu (Kim Tiêu đại hạ) 金宵大廈 Barrack O'Karma                                                         | Hạ Thế Hiên 賀世軒              |
| 2020 | Bằng chứng thép 4 (Pháp chứng tiên phong 4) 法證先鋒IV Forensic Heroes IV                                           | Kelvin Hà Chí Nghiêu 何志堯     |
| 2020 | Nhử mồi (Mê võng) 迷網 On-lie Game                                                                                  | Michael Thẩm Tử Hạo 沈子浩      |
| 2020 | Bước qua ranh giới 2 (Thải qua giới 2) 踩過界II Legal Mavericks II                                                  | Smith Ngô Tùng Cơ 吳叢奇        |
| 2021 | Hải quan tinh anh (Bả quan giả môn) 把關者們 The Line Watchers                                                      | Sếp Ôn 溫Sir                    |

### Phim chiếu mạng
| Năm  | Tên phim              | Vai diễn           |
| ---- | --------------------- | ------------------ |
| 2020 | Khoái lạc 520 快樂520 | Chu Như Bảo 朱如寶 |

## Giải thưởng
| Năm  | Giải thưởng         | Hạng mục                     | Kết quả   |
| ---- | ------------------- | ---------------------------- | --------- |
| 2005 | Nam vương Hồng Kông | Màn trình diễn xuất sắc nhất | Đoạt giải |